# Dialetti torlacchi
Con il termine torlacco o torlak (in serbo e in macedone Торлачки?, Torlački, in bulgaro торлашки?, torlaški) si indica un gruppo di dialetti slavi meridionali parlati nella zona di confine tra Serbia, Kosovo, Macedonia del Nord e Bulgaria. Secondo la lista UNESCO delle lingue a rischio, il torlacco è considerato vulnerabile.
Il torlacco non è mai stato standardizzato e i suoi sottodialetti mostrano un'alta variabilità in diverse caratteristiche, cosa che li colloca come dialetti di transizione tra il ramo occidentale e quello orientale delle lingue slave meridionali; la loro esatta classificazione è tuttora oggetto di dibattito, spesso motivato più da considerazioni politiche che linguistiche. Gli accademici jugoslavi e serbi hanno tradizionalmente classificato il torlacco come una variante stocava o come un quarto dialetto serbo-croato insieme a stocavo, ciacavo e caicavo; gli studiosi bulgari lo considerano, invece, un dialetto bulgaro occidentale di transizione.
Dal punto di vista etnico, i locutori di questo gruppo dialettale, talvolta chiamati torlacchi, sono solitamente considerati serbi, bulgari e macedoni. Esistono anche piccole comunità di croati (i carașoveni) in Romania e di slavi musulmani (i gorani) nel Kosovo meridionale.

## Denominazione
Secondo un'ipotesi, il nome torlacco deriverebbe dalla parola slava meridionale tor ("ovile"), forse riferendosi al fatto che i torlacchi in passato erano principalmente dediti alla pastorizia. Secondo un'altra ipotesi, deriverebbe invece dal turco ottomano torlak ("giovane imberbe"), forse dovuto al fatto che una parte dei giovani del luogo non sviluppasse una peluria facciale particolarmente folta.
Dejan Krstić nel suo articolo scientifico "Idee sulla popolazione della regione di Pirot a proposito del termine Torlacchi" asserisce che il nome Torlacchi designasse originariamente (e designa tuttora a livello locale) i valacchi bilingui dell'area di Pirot, e sostiene quindi che l'etimologia dei due nomi sia collegata (in modo analogo a quella del nome dei morlacchi).
In passato, la definizione di "torlacco" non veniva applicata ai dialetti di Niš e della regione circostante.

## Classificazione
Alcuni dei fenomeni che distinguono il ramo slavo sud-occidentale da quello sud-orientale possono essere spiegati da due migrazioni separate di diversi gruppi tribali slavi dei futuri slavi meridionali tramite due diverse vie, una a est e l'altra a ovest dei Carpazi.
I dialetti torlacchi possiedono caratteristiche intermedie tra il gruppo occidentale e quello orientale del continuum slavo meridionale e sono stati variamente ascritti, in tutto o in parte, a entrambi i gruppi. Nel XIX secolo, erano spesso definiti bulgari, ma la loro esatta classificazione rimase contesa fra gli accademici serbi e bulgari.

### Lega linguistica balcanica
I dialetti torlacchi, insieme al bulgaro e al macedone, esibiscono diversi tratti tipici dell'area linguistica balcanica, un insieme di caratteristiche strutturali convergenti condivise anche con varie altre lingue balcaniche non slave, tra cui l'albanese, il rumeno e il greco moderno. Dal punto di vista della linguistica areale, sono stati quindi descritti come parte di una prototipica "area slava balcanica", in contrasto con altre varietà serbo-croate, che sono coinvolte solo perifericamente nell'area di convergenza.

### Posizioni dei linguisti balcanici

#### Linguisti serbi

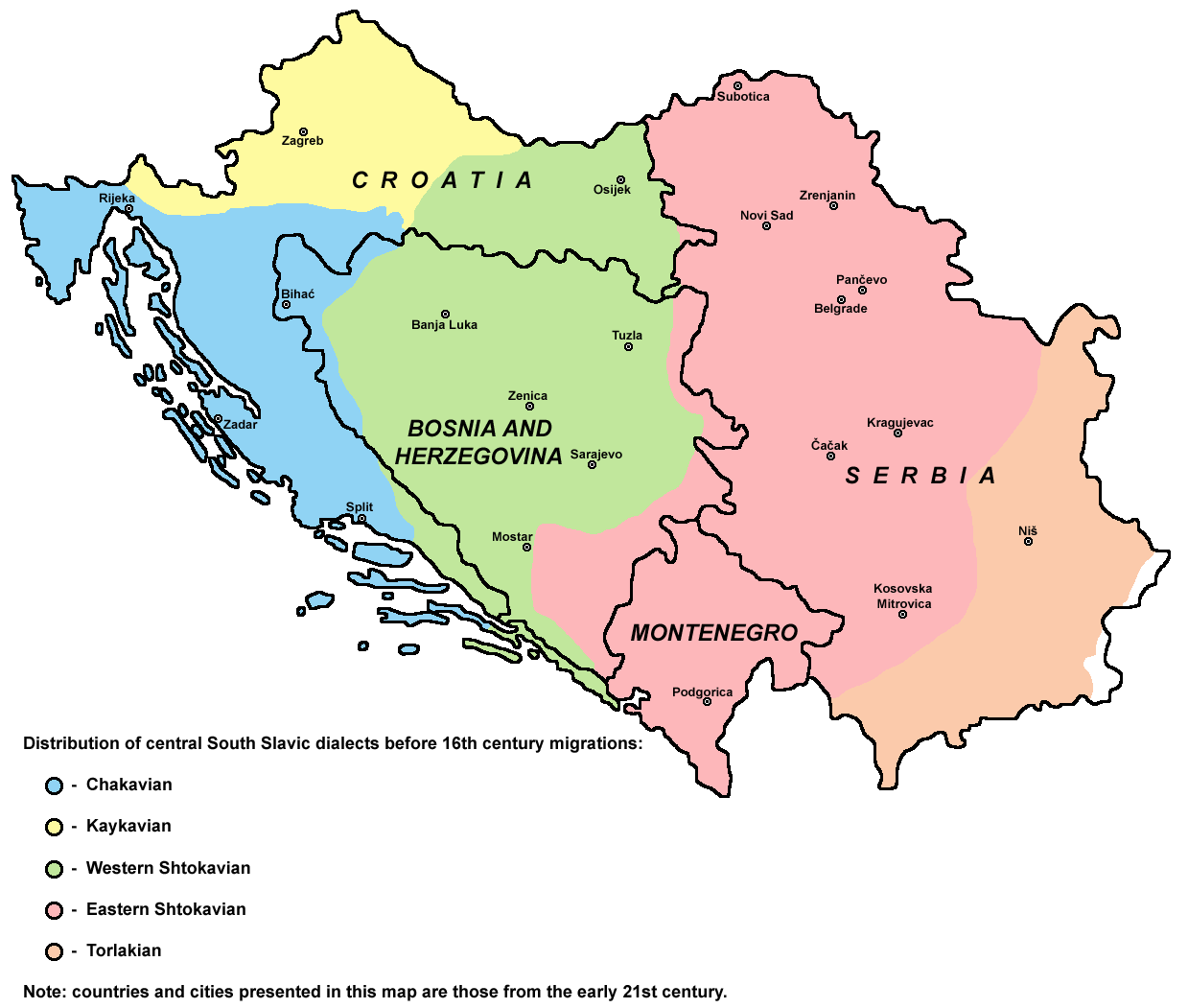
Il torlacco come parte dei dialetti storici serbo-croati

I principali linguisti serbi (come Pavle Ivić e Asim Peco) classificano il torlacco come un'antica varietà stocava e lo definiscono dialetto Prizren-Timok.
- Pavle Ivić, nel suo testo sulla dialettologia serbo-croata (1956), descrive l'"area del dialetto Prizren–Timok" come parte della più vasta area stocava.[13]
- Aleksandar Belić classifica il dialetto Prizren-Timok come "fondamentalmente serbo", sostenendo al contempo che anche tutti i dialetti bulgari occidentali siano in realtà serbi.[14]

#### Linguisti croati
- Il linguista croato Milan Rešetar classificava il "dialetto di Svrljig" (torlacco) come diverso dal gruppo stocavo.[15]
- Secondo gli accademici croati Ivo Banac e Ranko Matasović, nel medioevo il torlacco e lo stocavo orientale erano parte dello slavo sud-orientale, ma a partire dal XII secolo, soprattutto i dialetti stocavi (tra cui l'erzegovino orientale, alla base del moderno serbo-croato), iniziarono a divergere dagli altri dialetti del gruppo e a sviluppare caratteristiche proprie.[16][17]

#### Linguisti bulgari
Ricercatori bulgari quali Benyo Tsonev e Gavril Zanetov e l'accademico bulgaro-macedone Krste Misirkov hanno classificato il torlacco come un dialetto della lingua bulgara, portando a esempio le varie la presenza di articoli determinativi, la perdita del sistema di casi e altre caratteristiche. Linguisti bulgari più recenti (Stoyko Stoykov, Rangel Bozhkov) classificano il torlacco come parte dei dialetti bulgari di transizione, sostenendo che non debba essere incluso nell'area stocava e che la sua grammatica tradisca chiare origini bulgare.

#### Linguisti macedoni
Nella dialettologia macedone, le varietà torlacche parlate nel territorio della Macedonia del Nord sono considerati parte dei dialetti nord-orientali della lingua macedone.

## Caratteristiche

### Vocabolario

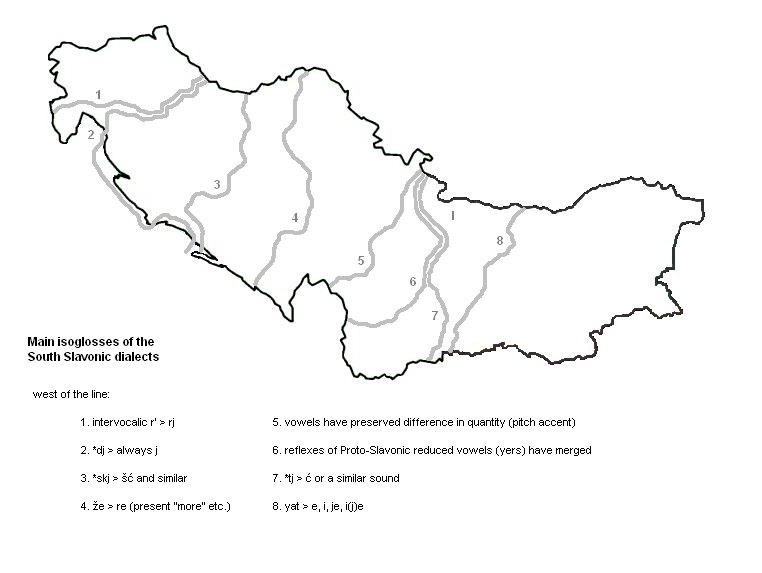
Principali isoglosse delle lingue slave meridionali (i dialetto torlacchi sono compresi tra l'isoglossa numero 5 e la numero 6)

Il vocabolario torlacco di base condivide la maggior parte delle sue radici slave con il bulgaro, il macedone e il serbo, ma al contempo ha preso in prestito nel corso dei secoli numerose parole dall'arumeno, dal greco, dal turco e, nel caso specifico del dialetto gorani dei monti Šar, dall'albanese. Ha inoltre preservato diverse parole che nelle lingue "maggiori" sono diventate arcaiche o hanno cambiato significato. Come le altre caratteristiche, anche il vocabolario è molto variabile tra i diversi sottodialetti e non è detto che, per esempio, un carașoveno riesca a capire un gorani.
Le varietà parlate nei paesi slavi sono state pesantemente influenzate dalle lingue nazionali standardizzate, specialmente per quanto concerne nuovi concetti o parole. L'unica eccezione è la forma di torlacco parlata in Romania, che è sfuggita alla pressione della lingua standard che gli altri sottodialetti hanno subito in Serbia sin dalla creazione dello stato dopo la ritirata dell'Impero ottomano. Questi torlacchi, chiamati carașoveni, sono nati dall'unione degli originali abitanti slavi della regione e di gruppi giunti successivamente dalla valle del Timok, in serbia orientale.

### Assenza di flessione nei casi grammaticali
Il bulgaro e il macedone sono le uniche due lingue slave moderne ad aver sostanzialmente perso l'intero sistema di casi nominali e la quasi totalità dei sostantivi esiste ora solo nel caso nominativo. Questo è parzialmente vero anche per i dialetti torlacchi. Nel nord-ovest, il caso strumentale si è fuso con l'accusativo, mentre il locativo e il genitivo si sono fusi con il nominativo; più a sud, ogni forma di flessione è scomparsa e il senso sintattico è determinato esclusivamente tramite preposizioni.

### Assenza del fonema /x/
Nel macedone, nel torlacco e in alcuni dialetti serbi e bulgari non esiste tecnicamente un fonema come [x], [ɦ] o [h], comuni invece in tutte le altre lingue slave.
Nell'alfabeto macedone la lettera h è principalmente ristretta a prestiti e a toponimi nel territorio della Macedonia del Nord ma al di fuori della regione della lingua standard, come nelle città orientali come Pehčevo. La lingua macedone standard è infatti basata sul dialetto di Prilep e parole come mille e urgente sono rispettivamente iljada e itno, mentre sono hiljada e hitno in serbo (allo stesso modo oro e ubav in macedone sono horo e hubav in bulgaro (danza tradizionale e bello rispettivamente)). Queste differenze sono parte di un'isoglossa, un linea che separa Prilep da Pehčevo alla sua estremità meridionale e che si spinge fino alla Šumadija, in Serbia centrale, alla sua estremità settentrionale. In Šumadija, le canzoni popolari locali per la parola voglio utilizzano ancora la forma tradizionale oću (оћу) rispetto alla forma hoću (хоћу) del serbo standard.

### /l/ sillabica
Alcune varianti del torlacco hanno conservato la /l/ sillabica, la quale, come la /r/ sillabica, può fungere da nucleo sillabico. Nella maggioranza dei dialetti stocavi, la /l/ sillabica si è alla fine trasformata in /u/ o /o/. In bulgaro standard, è sempre preceduta dalla vocale ъ ([ɤ]) per separare i gruppi consonantici. Naturalmente, la /l/ diventa velarizzata nella maggior parte di queste posizioni, venendo pronunciata [ɫ]. In alcuni dialetti, tra cui quello di Leskovac, /l/ in fine parola si è invece tramutata nel gruppo -(i)ja (per esempio, la parola пекал ("cuocere") diventa пекја); all'interno della parola, tuttavia, la /l/ sillabica rimane inalterata.
| Torlacco              | Carașoveno (Karas)            | влк /vɫk/       | пекъл /pɛkəl/        | сълза /səɫza/     | жлт /ʒɫt/       |
| Torlacco              | Settentrionale (Svrljig)      | вук /vuk/       | пекал /pɛkəɫ/        | суза /suza/       | жлът /ʒlət/     |
| Torlacco              | Centrale (Lužnica)            | вук /vuk/       | пекл /pɛkəɫ/         | слза /sləza/      | жлт /ʒlət/      |
| Torlacco              | Meridionale (Vranje)          | влк /vəlk/      | пекал /pɛkal/        | солза /sɔɫza/     | жлт /ʒəɫt/      |
| Torlacco              | Occidentale (Prizren)         | вук /vuk/       | пекл /pɛkɫ/          | слуза /sluza/     | жлт /ʒlt/       |
| Torlacco              | Orientale (Tran)              | вук /vuk/       | пекл /pɛkɫ/          | слза /slza/       | жлт /ʒlt/       |
| Torlacco              | Nord-orientale (Belogradchik) | влк /vlk/       | пекл /pɛkɫ/          | слза /slza/       | жлт /ʒlt/       |
| Torlacco              | Sud-orientale (Kumanovo)      | вук /vlk/       | пекъл /pɛkəɫ/        | слза /slza/       | жут /ʒut/       |
| Serbo-croato standard | Serbo-croato standard         | вук, vuk /ʋûːk/ | пекао, pekao /pêkao/ | суза, suza /sûza/ | жут, žut /ʒûːt/ |
| Bulgaro standard      | Bulgaro standard              | вълк /vɤɫk/     | пекъл /pɛkɐɫ/        | сълза /sɐɫza/     | жълт /ʒɤɫt/     |
| Macedone standard     | Macedone standard             | волк /vɔlk/     | печел /pɛtʃɛl/       | солза /sɔlza/     | жолт /ʒɔlt/     |
| Italiano              | Italiano                      | lupo            | (aver) cotto         | lacrima           | giallo          |

### Caratteristiche in comune con lo slavo sud-orientale
- Perdita dei casi grammaticali, come nel bulgaro e nel macedone, conservati invece nel serbo
- Perdita dell'infinito, come nel bulgaro e nel macedone, conservato invece nel serbo
- Preservazione completa dell'aoristo e dell'imperfetto, come nel bulgaro
- Uso dell'articolo determinativo, come nel bulgaro e nel macedone, mancante invece nel serbo
- ə come sviluppo di ь e ъ dell'antico slavo ecclesiastico in tutte le posizioni: sən, dən (bulgaro sən, den; serbol san, dan; macedone son, den), compresi i suffissi -ьцъ, -ьнъ (bulgaro -ec, -en; serbo -ac, -an; macedone -ec, -en)
- Mancanza di accento musicale e quantità vocalica, come in bulgaro e macedone, presenti invece nel serbo
- Frequente accento sull'ultima sillaba di parole polisillabiche, impossibile in serbo e macedone (bulgaro že'na, serbo 'žena)
- Preservazione di l finale, che in serbo si è sviluppata in o (bulgaro e macedone bil, serbo bio)
- Grado comparativo degli aggettivi formato tramite la particella po (confronta il bulgaro ubav, poubav; a differenza del serbo lep, lepši)
- Mancanza di l epentetica, come nel bulgaro e nel macedone zdravje/zdrave, a differenza del serbo zdravlje
- Uso del pronome što ("che cosa"), come nel macedone e in vari dialetti bulgari, a differenza di šta nel serbo standard (sebben što sia preservato in alcuni dialetti croati) e di kakvo (spesso accorciato a kvo) nel bulgaro standard

### Caratteristiche in comune con lo slavo sud-occidentale
- La ǫ proto-slava ha prodotto u arrotondata come nel serbo stocavo, a differenza di ъ nel bulgaro letterario e di a nel macedone
- vь- ha prodotto u come nel gruppo occidentale, mentre ha prodotto v- nel gruppo orientale
- *čr ha prodotto cr come nel gruppo occidentale, mentre si è preservato nel gruppo orientale
- La distinzione tra i fonemi proto-slavi /ɲ/ e /n/ si è conservata come nel gruppo occidentale, mentre si è persa nel gruppo orientale (serbo-croato njega, bulgaro nego).
- Preservazione della sonorità delle consonanti in fine parola (serbo /grad/, bulgaro e macedone /grat/)
- Metatesi del gruppo consonantico *vs come nel gruppo occidentale, preservato invece nel gruppo orientale (serbo-croato sve, bulgaro vse, in macedone semplificato in se)
- Accusativo terminante in -a come in serbo, mentre il gruppo orientale preserva il più antico accusativo terminante in -o
- Nominativo plurale dei nomi con il singolare in -a terminante in -e come nel gruppo occidentale, mentre nel gruppo orientale termina in -i
- Pronome della prima persona singolare è ja come nel gruppo occidentale, mentre è (j)as in quello orientale
- Pronome della prima persona singolare è mi come nel gruppo occidentale, mentre è nie in quello orientale
- La prima persona singolare dei verbi termina in -m come nel gruppo occidentale, mentre nel gruppo orientale termina in -am
- Preservazione dei suffissi proto-slavi *-itjь (-ić) e *-atja (-ača), comuni nel gruppo occidentale ma non in quello orientale

### Caratteristiche miste
- La distinzione tra maschile, femminile e neutro nel plurale degli aggettivi è preservata nei dialetti occidentali (serbo-croato beli, bele, bela), ma non nei dialetti orientali: nell'area di Belogradčik la distinzione è completamente persa (beli per masc., fem. e neutr.), mentre in altre zone viene preservata solo la differenza tra maschile e femminile.
- I gruppi proto-slavi *tj e *dj, che si sono rispettivamente sviluppati in ć, đ in serbo-croato, št, žd in bulgaro e ќ, ѓ in macedone, hanno prodotto risultati analoghi al serbo nei dialetti torlacchi occidentali e nord-occidentali, misti č e dž nei dialetti orientali e analoghi al macedone nei dialetti meridionali.

## Letteratura
Le letteratura scritta in torlacco è piuttosto scarsa, poiché esso non è mai stato una lingua ufficiale. Durante la dominazione ottomana, l'alfabetizzazione era limitata al solo clero ortodosso, che utilizzava prevalentemente lo slavo ecclesiastico antico come lingua scritta. Il primo documento letterario a mostrare influenze torlacche è un manoscritto del monastero di Temska risalente al 1762, nel quale l'autore, il monaco Kiril Živković di Pirot, considerava la propria lingua "bulgaro semplice".

## Etnografia
Secondo alcuni autori, durante il periodo ottomano, la maggioranza dei torlacchi non possedeva una coscienza nazionale in senso etnico. Perciò, sia i serbi che i bulgari hanno solitamente considerato gli slavi torlacchi all'interno dei loro territori nazionali come parte del loro stesso popolo, e le popolazioni locali hanno finito col dividersi sviluppando simpatie diverse a seconda del paese in cui si ritrovavano a seguito del declino dell'influenza ottomana e al contemporaneo svilupparsi dei vari nazionalismi balcanici. Altri autori sono invece di diversa opinione e sostengono che gli abitanti dell'area torlacca avessero invece iniziato a sviluppare una coscienza nazionale e che si identificassero prevalentemente come bulgari.
Alcuni accademici bulgari descrivono invece i torlacchi come un distinto gruppo etnico, a sé stante o insieme ai vicini šopi. Nel XIX secolo, non era infatti possibile tracciare un confine netto che separasse i villaggi torlacchi da quelli šopi.